# Condado de Caroline (Maryland)
O Condado de Caroline é um dos 23 condados do Estado americano de Maryland. A sede do condado é Denton, e sua maior cidade é Denton. O condado possui uma área de 844 km² (dos quais 15 km² estão cobertos por água), uma população de 29 772 habitantes, e uma densidade populacional de 36 hab/km² (segundo o censo nacional de 2000). O condado foi fundado em 1733.